# Osborne Beauclerk
Osborne de Vere Beauclerk (16 października 1874 – 2 marca 1964) – brytyjski arystokrata, młodszy syn Williama Beauclerka, 10. księcia St Albans i Grace Bernal-Osborne, córki Ralpha Bernal-Osborne’a.
Beauclerk walczył podczas II wojny burskiej, gdzie uzyskał rangę kapitana. W 1913 r. spędził sporo czasu w Kolumbii Brytyjskiej, gdzie inwestował w tamtejsze kopalnie oraz spędzał czas z brytyjskim autorem powieści podróżniczych, Warburtonem Pikem, i amerykańskim inżynierem kopalnianym, Marshallem Bondem. Podczas I wojny światowej był adiutantem marszałka polnego, Douglasa Haiga.
19 sierpnia 1918 r. poślubił lady Beatrix Frances Petty-FitzMaurice (25 marca 1877 – 5 sierpnia 1953), córkę Henry’ego Petty-FitzMaurice’a, 5. markiza Lansdowne i lady Maud Hamilton, córki 1. księcia Abercorn, wdowę po 6. markizie Waterford. Małżeństwo to nie doczekało się potomstwa.
W 1934 r., po śmierci swojego starszego brata, Charlesa, Osborne odziedziczył tytuł księcia St Albans i zasiadł w Izbie Lordów. Ostatnie lata swojego życia spędził podróżując po Stanach Zjednoczonych. Zmarł bezpotomnie w wieku 90 lat. Wszystkie jego tytuły przypadły przedstawicielowi młodszej linii rodu Beauclerków, Charlesowi.